# تادیان سانه
تادیان سانه (انگلیسی: Tidiane Sane؛ زادهٔ ۱۰ ژوئیهٔ ۱۹۸۵) یک بازیکن فوتبال اهل سنگال است.